# Burchard von Hornhausen
Burchard von Hornhausen, także Burchardus de Hornhusen, Horenhusen (ur. ?, zm. 13 lipca 1260) – komtur sambijski w roku 1254, komtur królewiecki w latach 1255–1256, mistrz krajowy Inflant zakonu krzyżackiego w latach 1256–1260.

## Życiorys
Burchard wywodził się najprawdopodobniej z rodziny ministeriałów lub drobnego rycerstwa związanego z biskupami Halberstadt lub hrabiowską rodziną von Schladen. Rodzina Burcharda von Hornhausen, jak świadczy nazwisko pochodziła z miejscowości Hornhausen w Saksonii.
Burchard von Hornhausen do Prus przybył około roku 1252. Szybko awansował i już w roku 1254 źródła wymieniają go jako komtura Sambii. Na początku 1255 roku objął stanowisko komtura Królewca. Trzeba nadmienić, że był pierwszym przełożonym królewieckiego konwentu. Przed przybyciem do Królewca, krótko pełnił funkcję wicemistrza krajowego. W drugiej połowie 1256 roku po wyborze na wielkiego mistrza Anno von Sangershausena, Burchard von Hornhausen obiął wakujący urząd mistrza krajowego Inflant. Latem 1260 roku stanął wraz z marszałkiem pruskim Henrykiem Botel na czele wspólnej wyprawy inflanckiej gałęzi zakonu krzyżackiego i zakonu krzyżackiego przeciwko Żmudzinom i Kurom. 13 lipca 1260 roku w starciu z połączonymi siłami obu plemion nad jeziorem Durben, siły krzyżacko-inflanckie doznały druzgocącej klęski. Podczas bitwy śmierć poniósł Burchard von Hornhausen, Henryk Botel oraz 150 braci zakonnych.